# چیما ده گاجلا
چیما ده گاجلا (به لاتین: Cima de Gagela) یک کوه در سوئیس است که در کانتون گراوبوندن واقع شده‌است. چیما ده گاجلا ۲٬۸۰۵ متر بالاتر از سطح دریا واقع شده‌است.